# سطل بهداشتی

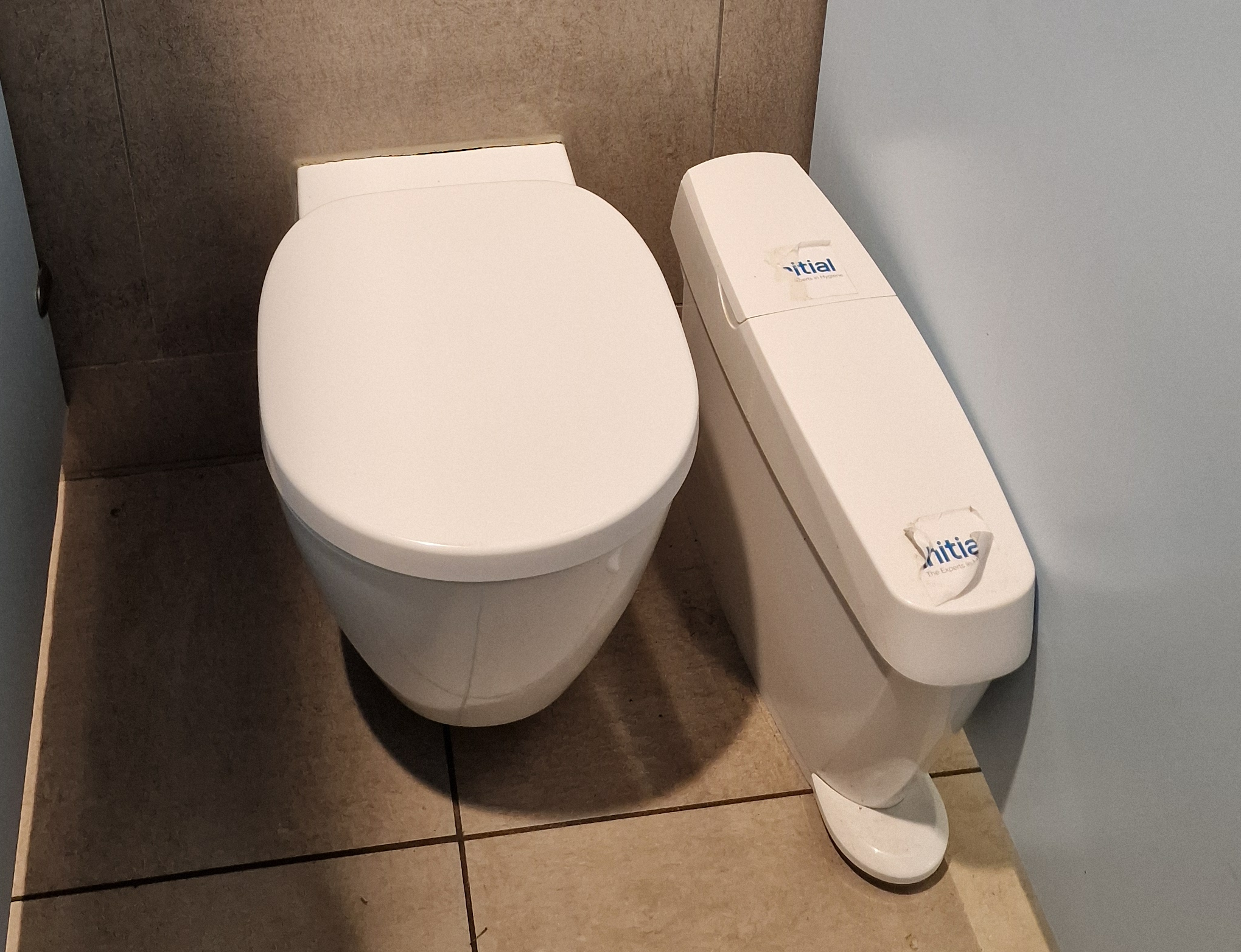
سطل زباله کنار توالت در انگلستان

سطل بهداشتی، ظرف کوچکی برای محصولات بهداشتی استفاده شده در دوران قاعدگی است که معمولاً در بسیاری از کشورهای جهان در توالت عمومی نصب می‌شود. در نیویورک، ایالات متحده آمریکا، در سال ۱۹۵۲، جورج اس. جیمز «سطل زباله بهداشتی» را به ثبت رساند. در سال ۱۹۵۵ در بریتانیا، اولین شرکت مدیریت پسماند بود که سطل‌های زباله بهداشتی عرضه کرد.

## پیشینه

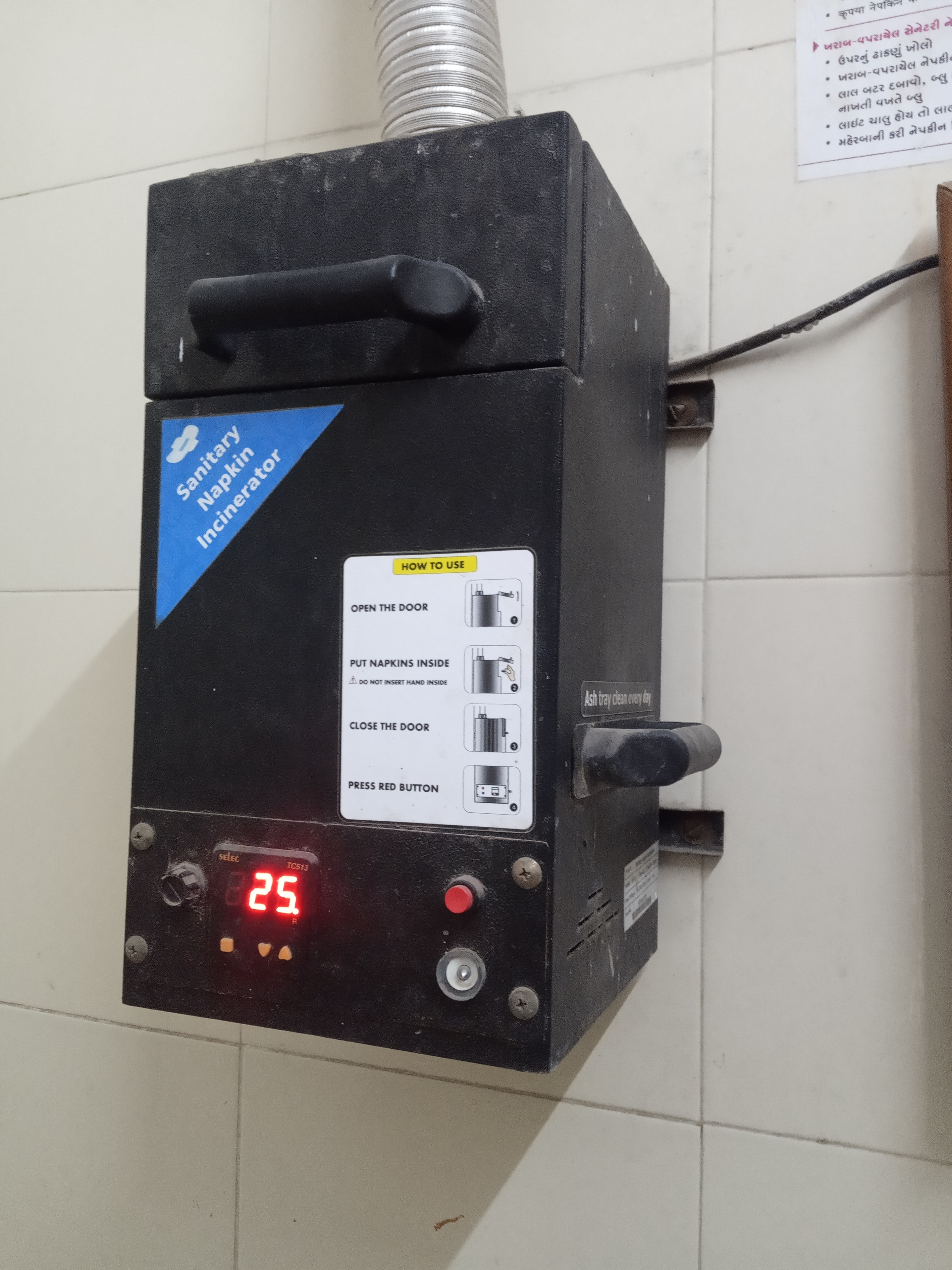
دستگاه زباله‌سوز نوار بهداشتی در هند

محصولات یکبار مصرف قاعدگی در اوایل قرن بیستم اختراع شدند، اما در ابتدا هیچ مخزن مخصوصی برای نگهداری آنها وجود نداشت. بعضی از توالت‌های عمومی کوره‌های کوچکی داشتند که زباله‌ها را می‌سوزاندند، اما اغلب چنین امکاناتی وجود نداشت. این به این معنی بود که اکثر مردم مجبور بودند خودشان این محصولات را از توالت بیرون بیاورند، پنهان کنند یا بیرون بیاورند. یکی از اولین ارائه دهندگان دستگاه‌های زباله سوز در بریتانیا، بود که در سال ۱۹۱۶ این دستگاه‌ها را تبلیغ می‌کرد. بزرگ‌ترین تولیدکنندهٔ زباله‌سوزها در بریتانیا در اواسط قرن بیستم، شرکت تولیدی الکتریکی واندزورث بود؛ به این زباله‌سوزها لقب «زباله‌سوزان خرگوشی» داده شده بود. با این حال، این کار رایج نبود و زنان بیشتر احتمال داشت که محصولات استفاده شده را در توالت بیندازند یا پنهان کنند. مسئله پنهان کردن محصولات قاعدگی در طول جنگ جهانی دوم در انگلستان مورد توجه قرار گرفت و فدراسیون پزشکی زنان یک «کمیته بروشور قاعدگی» برای انتشار اطلاعات جهت مقابله با این مسئله تأسیس کرد. فرآیندی را پیشنهاد کرد که امروزه برای بسیاری قابل تشخیص است - اینکه هر اتاقک شامل یک کیسه کاغذی برای محصولات قاعدگی استفاده شده و یک سطل برای انداختن آنها باشد.

## استفاده و توسعه اولیه

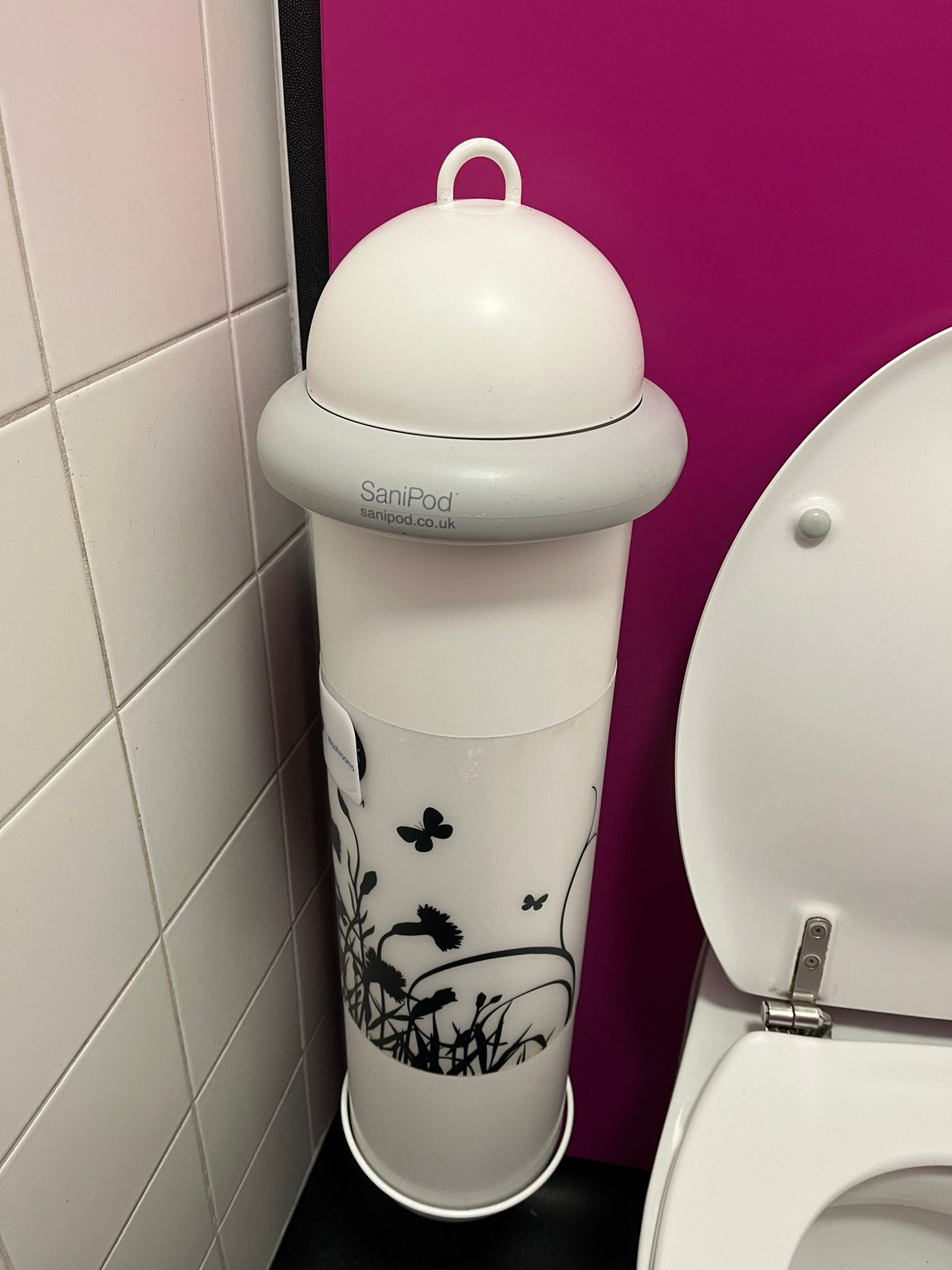
سطل زباله سانیپاد در انگلستان

در نیویورک، ایالات متحده آمریکا، در سال ۱۹۵۲، جورج اس. جیمز «سطل زباله بهداشتی» را به ثبت رساند. در سال ۱۹۵۵، شرکت کنون هایجین (سیترون هایجین) اولین شرکت مدیریت پسماند بود که سطل‌های زباله بهداشتی عرضه کرد، به خصوص که تعداد زنان شاغل در بریتانیای پس از جنگ رو به افزایش بود. سطل‌های زباله اصلی کنون به رنگ آبی بودند و در سال ۲۰۱۸ هنوز هم در برخی از حمام‌های عمومی اسکاتلند یافت می‌شدند. شرکت‌های دیگری نیز به این صنعت پیوستند، که طرح «تعویض واحد بهداشتی» را ارائه دادند، که در آن سطل‌های زباله جدید تحویل داده می‌شد و سطل‌های زباله استفاده شده جمع‌آوری، خالی، شسته و به مکان دیگری بازگردانده می‌شدند. طبق روایات، به دلیل پیشنهادی که یکی از منشی‌های شرکت به صاحبانش، آلفرد و جورج تک، ارائه داد، وارد این صنعت شد.
در بریتانیا در دهه ۱۹۷۰، استفاده از محصولات قاعدگی گسترش یافت، اما هنوز گزینه‌های دفع آنها، به ویژه در اماکن عمومی، وجود نداشت. شبکه محیط زیست زنان این موضوع را به عنوان یک مسئله مطرح کرد و استدلال کرد که حجم عظیم زباله باعث ایجاد محل‌های دفن زباله اضافی و همچنین آلودگی هوا از طریق سوزاندن، چالش‌هایی برای لوله‌کشی و آلودگی آب می‌شود. نوآوری دیگری در سطل‌های زباله بهداشتی در پاسخ به تحقیقاتی در بریتانیا در سال ۱۹۸۰ انجام شد، صورت گرفت. این تحقیقات نشان می‌داد که بیش از ۷۰ درصد از محصولات قاعدگی استفاده شده حاوی آثار مدفوع و باکتری هستند. این امر منجر به ضدعفونی کردن سطل‌های زباله بهداشتی با مواد باکتری‌کش به عنوان بخشی از فرایند پاکسازی مجدد در طول دهه ۱۹۸۰ شد.
قوانین جدید در بریتانیا در دهه ۱۹۹۰ به این معنی بود که کارفرمایان مسئولیت ارائه روش‌های ایمن برای دفع زباله را بر عهده داشتند. این بدان معنی بود که تا اواسط دهه ۱۹۹۰، سطل‌های زباله بهداشتی در توالت‌ها رایج شدند. در دهه ۲۰۱۰، در بریتانیا گرایشی به سمت سطل‌های زباله بهداشتی زیباتر وجود داشت: سطل‌های زباله دیواری استوانه‌ای شکل را معرفی کرد؛ سطل‌های زباله با رنگ‌های روشن را معرفی کرد. نوآوری‌ها همچنین شامل سطل‌های زباله با حسگر بدون لمس بود که در آن «دریچهٔ فروتنی» (درب) به‌طور خودکار باز می‌شود.
در بریتانیا، بیشتر سطل‌های زباله بهداشتی از اکریلونیتریل بوتادین استایرن ساخته می‌شوند که یک پلاستیک قابل بازیافت است. آنها معمولاً ۲۳ لیتر ظرفیت دارند و ۴۶۰ در ۴۲۵ در ۲۰۰ میلیمتر (۱۸٫۱ در ۱۶٫۷ در ۷٫۹ اینچ).
در سال ۲۰۱۰، اما بارنت، مجری برنامه «ساعت زنان»، توجه‌ها را به طراحی ضعیف برخی از توالت‌های زنانه جلب کرد که اغلب فضای بسیار کمی برای سطل‌های زباله بهداشتی دارند، یا این سطل‌ها به عنوان یک اقدام جانبی اضافه می‌شوند.

## شمول

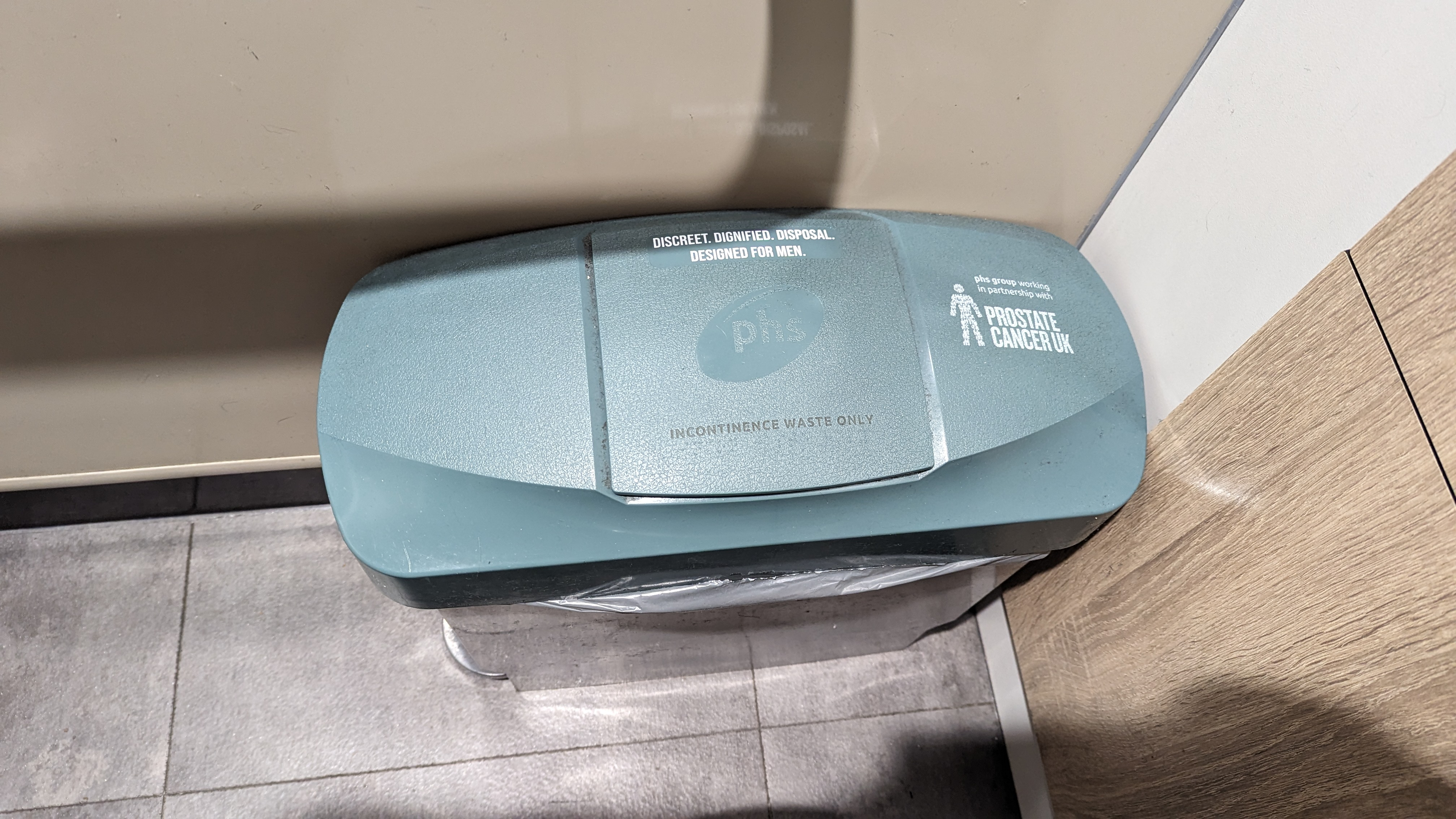
سطل زباله مخصوص بی‌اختیاری ادرار در انگلستان مخصوص مردان

در بریتانیا، کمپین «پسران به سطل زباله نیاز دارند» به رهبری سازمان سرطان پروستات بریتانیا، توجه‌ها را به لزوم قرار دادن سطل‌های زباله در توالت‌های مردانه جلب کرده است. در ژاپن، آنها اغلب در توالت‌های مردانه نصب نمی‌شوند، اما درخواست‌هایی از سوی مردانی که از پدهای بی‌اختیاری استفاده می‌کنند، وجود دارد و جنبشی برای نصب آنها وجود دارد.
در سال ۲۰۲۴، اتحادیه فوتبال تحقیقاتی را در مورد اینکه چرا سطل‌های زباله بهداشتی در تمام توالت‌های زنانه در فینال جام حذفی موجود نبود، آغاز کرد.

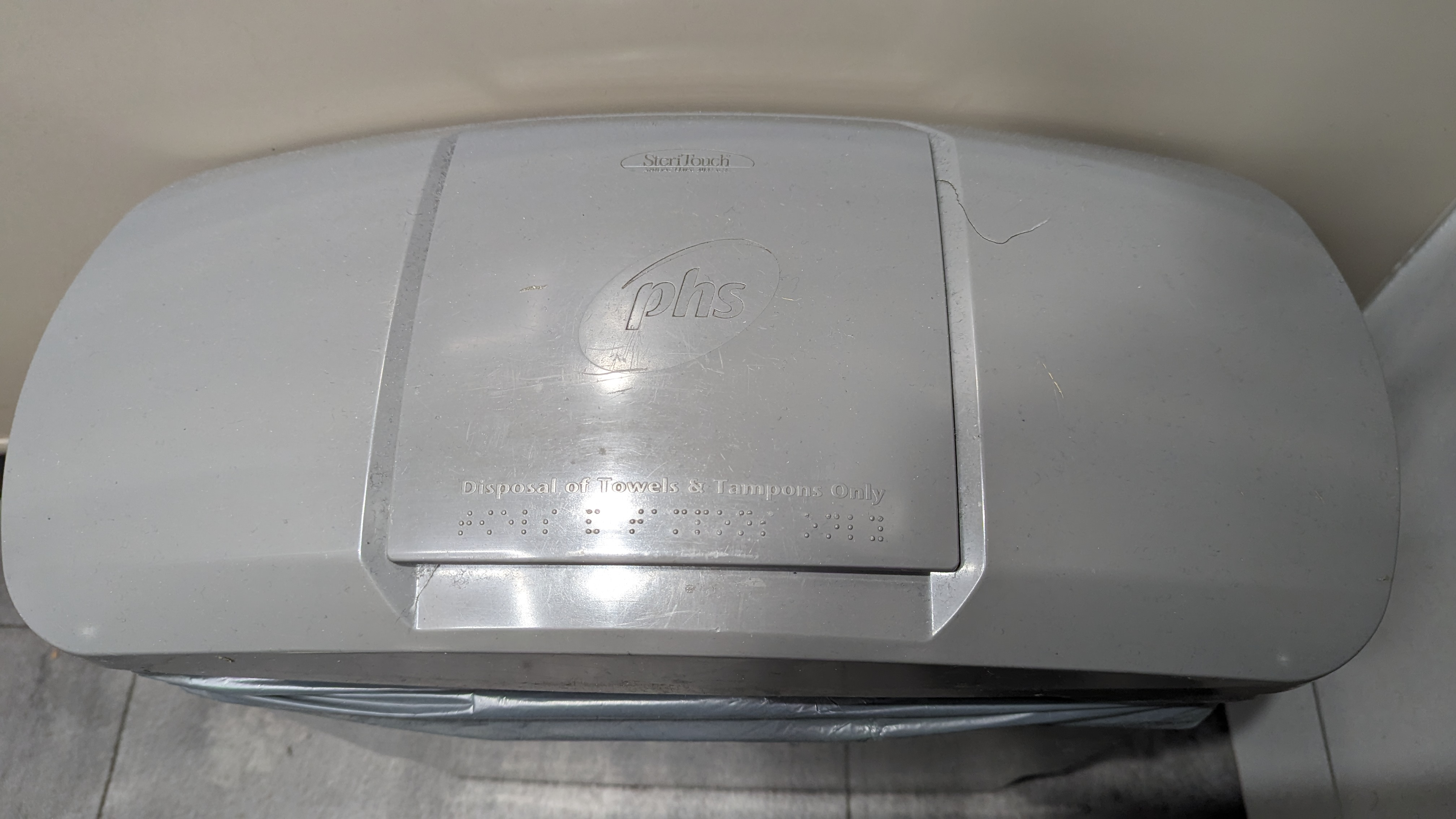
سطل زباله بهداشتی با خط بریل در انگلستان

برخی از سطل‌های زباله بهداشتی دارای خط بریل روی درب خود هستند، ویژگی‌ای که برای استفاده بهتر افراد کم‌بینا از این سطل‌ها طراحی شده است.

## هنر
هنرمند جودی شیکاگو یکی از اولین کسانی بود که به عنوان بخشی از فعالیت خود به سطل‌های زباله بهداشتی پرداخت؛ چیدمان او با عنوان «حمام قاعدگی» (بخشی از خانه زنان) سطل‌های زباله‌ای را نشان می‌داد که پر از محصولات قاعدگی بودند. در دهه ۲۰۰۰، هنرمند و زینستر، چلا کوینت ، زینت‌های آموزشی را در کیسه‌های کاغذی که در توالت‌ها برای محصولات قاعدگی استفاده شده تعبیه شده بود، قرار داد.

## ضد تروریسم

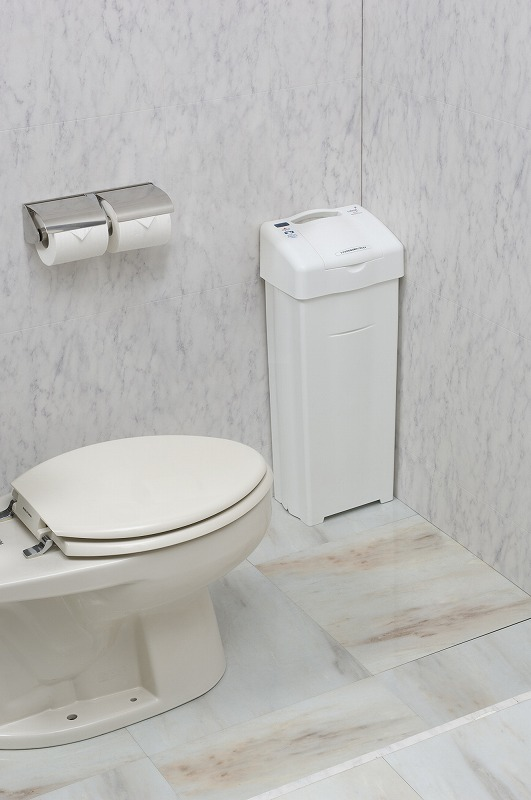
سطل زباله بهداشتی در ژاپن

با توجه به افزایش اقدامات امنیتی برای اجلاس ۲۰۱۹ گروه ۲۰ اوساکا در سال ۲۰۱۹، کمدهای سکه‌ای و سطل‌های زباله در ایستگاه‌های اطراف توکیو و اوساکا، از جمله سطل‌های بهداشتی در سرویس‌های بهداشتی زنانه، بسته شدند. این‌ها توسط اداره حمل و نقل توکیو از ایستگاه‌های راه‌آهن سیبو جمع‌آوری شدند. حذف آنها واکنش شدیدی را به دنبال داشت، که مدیران راه‌آهن و کارشناسان امنیتی پیش‌بینی نمی‌کردند، زیرا هیچ راه‌حل جایگزینی برای نحوهٔ برخورد با محصولات بهداشتی استفاده‌شده در نظر گرفته نشده بود. حتی سطل‌های زباله بهداشتی در توکیو که ۴۵۰ کیلومتر (۲۸۰ مایل) است، جمع‌آوری شدند. دور از اوزاکا.